# Lycenchelys hippopotamus
Lycenchelys hippopotamus é uma espécie de peixe da família Zoarcidae e da ordem Perciformes.

## Morfologia
Os machos podem atingir 22,1 cm de comprimento total.

## Habitat
É um peixe marítimo e de demersal que vive entre 160-1.800 m de profundidade.

## Distribuição geográfica
É encontrado no Oceano Pacífico noroeste desde o Japão até ao Mar de Bering, incluindo o Mar de Okhotsk.

## Observações
É inofensivo para os humanos.